# Guy VI de Vignory
Pour l’article homonyme, voir Guy de Vignory.
Guy VI de Vignory (né vers 1160 - † vers 1191) est héritier de la seigneurie de Vignory à la fin du XIIe siècle. Il est le fils de Barthélemy de Vignory, seigneur de Vignory.

## Biographie
En 1189, il participe à la troisième Croisade avec son père Barthélemy de Vignory, où ils trouvent tous deux la mort vers 1190 ou 1191 pendant le siège de Saint-Jean-d'Acre,.
Il n'est pas connu s'il est mort avant ou après son père, mais il n'a probablement jamais été seigneur de Vignory, la seigneurie revenant à son frère puîné Gautier de Vignory.

## Mariage et enfants
Il est probablement mort sans union ni postérité.

## Source
- Marie Henry d'Arbois de Jubainville, Histoire des Ducs et Comtes de Champagne, 1865.
- Jules d'Arbaumont, Cartulaire du Prieuré de Saint-Etienne de Vignory, 1882.